# Stanisław Borodzicz
Stanisław Borodzicz ps. „Wara” (ur. 19 listopada 1917 w Widzewie, zm. 7 lutego 2007 w Warszawie)  – magister inżynier, podpułkownik Wojska Polskiego i Narodowych Sił Zbrojnych na północnym Mazowszu.

## Życiorys
Syn Stanisława i Marii Franciszki z Kowalskich. W 1937 r. ukończył gimnazjum w Ciechanowie, gdzie otrzymał świadectwo dojrzałości. W latach 1937–1938 studiował na Wydziale Matematycznym UW w Warszawie. W okresie od września 1938 r. do lipca 1939 r. był słuchaczem Mazowieckiej Szkoły Podchorążych Rezerwy Artylerii w Zambrowie, którą ukończył w stopniu kaprala podchorążego rezerwy artylerii. Po ukończeniu szkoły odbył praktykę w 1 pułku artylerii ciężkiej w Twierdzy Modlin.
W kampanii wrześniowej 1939 r., dowodził działonem, a następnie plutonem ogniowym w 5 baterii. Brał udział w obronie Warszawy (Fort Wolski). Za męstwo okazane na polu walki zostaje odznaczony Krzyżem Srebrnym Orderu Virtuti Militari i awansowany do stopnia podporucznika rezerwy artylerii. Od stycznia 1940 działał w konspiracji na terenie Ciechanowa w Polskim Obozie Narodowo-Syndykalistycznym. Do Narodowych Sił Zbrojnych wstąpił w 1942 roku jako adiutant płk. Nakoniecznikoff-Klukowskiego. Od połowy 1943 roku szef sztabu Komendy Okręgu II Mazowsze-Północ NSZ. W maju 1944 r. został mianowany szefem sztabu. Awansowany w NSZ do stopnia kapitana. Po scaleniu NSZ z AK otrzymał przydział na szefa Kedywu Podokręgu Północnego AK „Olsztyn”, „Tuchola”. Jednak obowiązków swoich nie wykonywał z uwagi na brak stosownej decyzji sztabowej. 
Po wojnie od maja 1945 do września 1945 uczestniczył w pracy podziemnej NSZ na Północnym Mazowszu. 1 maja 1945 roku w Krasnosielcu brał udział w akcji rozbicia więzienia i uwolnienia przetrzymywanych tam żołnierzy NSZ i AK. Do 1947 r. pozostał w konspiracji. Podjął studia na Wydziale Architektury Politechniki Warszawskiej. Ujawnił się ze swej pracy konspiracyjnej. W 1948 r. został aresztowany przez UB i skazany potem na 15 lat więzienia. Zwolniony z więzienia 28 lutego 1955 r. podjął przerwane studia, które ukończył w 1959 r., otrzymując tytuł mgr inż. architekta. Po studiach pracował w Pracowni Projektów w Warszawie. Pracował społecznie w Towarzystwie Przyjaciół Ziemi Ciechanowskiej. W 1982 został wyróżniony odznaką Zasłużonego Działacza Kultury.
Był dyrektorem w Urzędzie ds. Kombatantów i Osób Represjonowanych oraz prezesem Okręgu Stołecznego Związku Żołnierzy Narodowych Sił Zbrojnych i Oddziału Warszawskiego Związku Więźniów Politycznych Okresu Stalinowskiego. Pochowany został 10 lutego 2007 w Żmijewie Kościelnym.
Odznaczony m.in. Krzyżem Srebrnym Orderu Virtuti Militari i Krzyżem Partyzanckim.